# Herrmannsacker
Herrmannsacker ist ein Ortsteil der Landgemeinde Harztor im Landkreis Nordhausen in Thüringen.

## Geografie

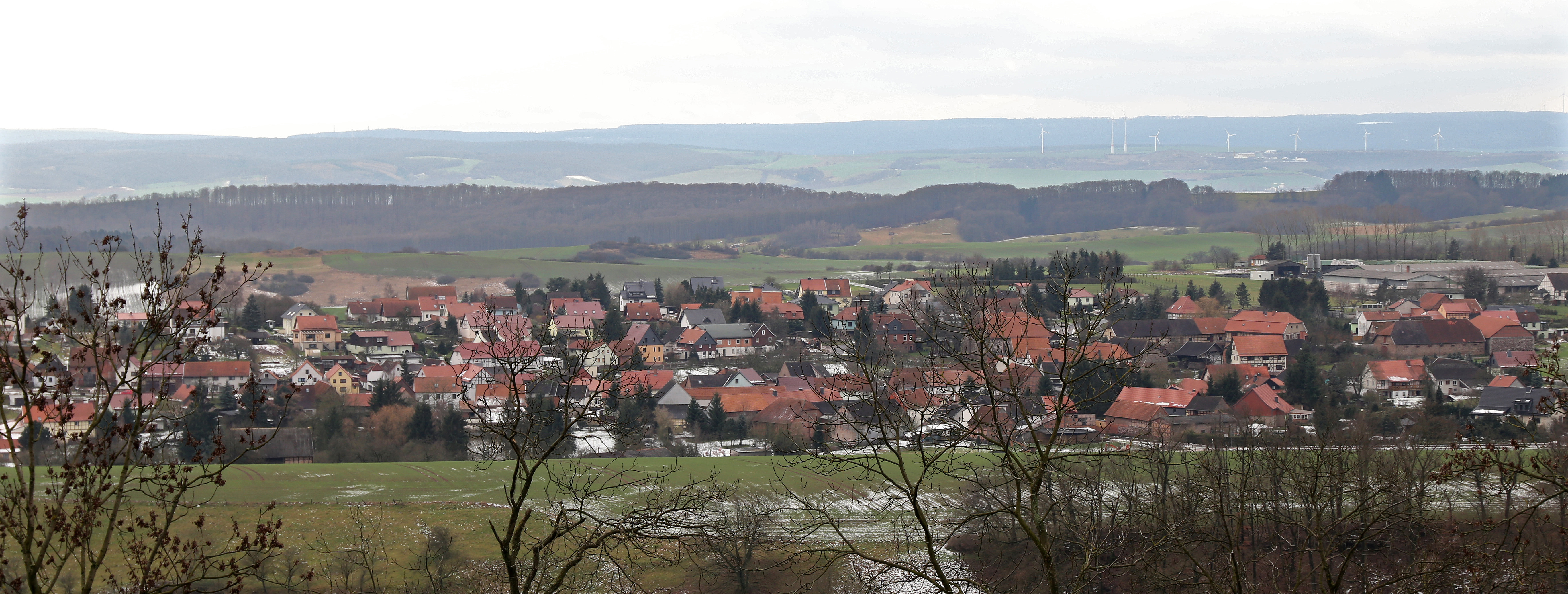
Blick von der Ebersburg auf Herrmannsacker

Herrmannsacker liegt im Norden des Landes Thüringen am Fuß der Südabdachung des Harzes südwestlich von Stolberg (Harz) und östlich von Nordhausen in einer ländlichen Umgebung. Beim nahe südlich befindlichen Buchholz führt die Landesstraße 1037 von Rottleberode nach Niedersachswerfen und weiter vorbei.

### Ortsgliederung
Zu Herrmannsacker gehört der Ortsteil Sägemühle.

## Geschichte
Aus einer Urkunde von 1615 geht hervor, dass Herrmannsacker bereits 1253 existierte. Bevor der Ort selbständig wurde, war er offenbar mit dem Dorf Vockenrode kirchlich verbunden. Herrmannsacker und auch Vockenrode standen anfänglich unter der Herrschaft von Landgraf Hermann von Thüringen, den man lange als den Erbauer der Ebersburg betrachtete. Sicher verdankt Herrmannsacker dem Landgrafen Hermann seinen Namen. Der Ort war und ist landwirtschaftlich geprägt.
Schon zu Zeiten der DDR hat man mit  einer Bungalowanlage den Reiz des schönen Umfelds genutzt. Nach der politischen Wende erlebte der Tourismus einen Auftrieb und der Pferdesport wurde wieder interessant.
Am 6. Juli 2018 wurde Herrmannsacker mit der Auflösung der Verwaltungsgemeinschaft Hohnstein/Südharz in die Gemeinde Harztor eingegliedert.

## Ehemaliger Gemeinderat
Der letzte Gemeinderat in Herrmannsacker bestand aus sechs Ratsmitgliedern:
- Sportverein 2 Sitze
- Schützenverein 2 Sitze
- Freiwillige Feuerwehr 2 Sitze

## Kultur und Sehenswürdigkeiten

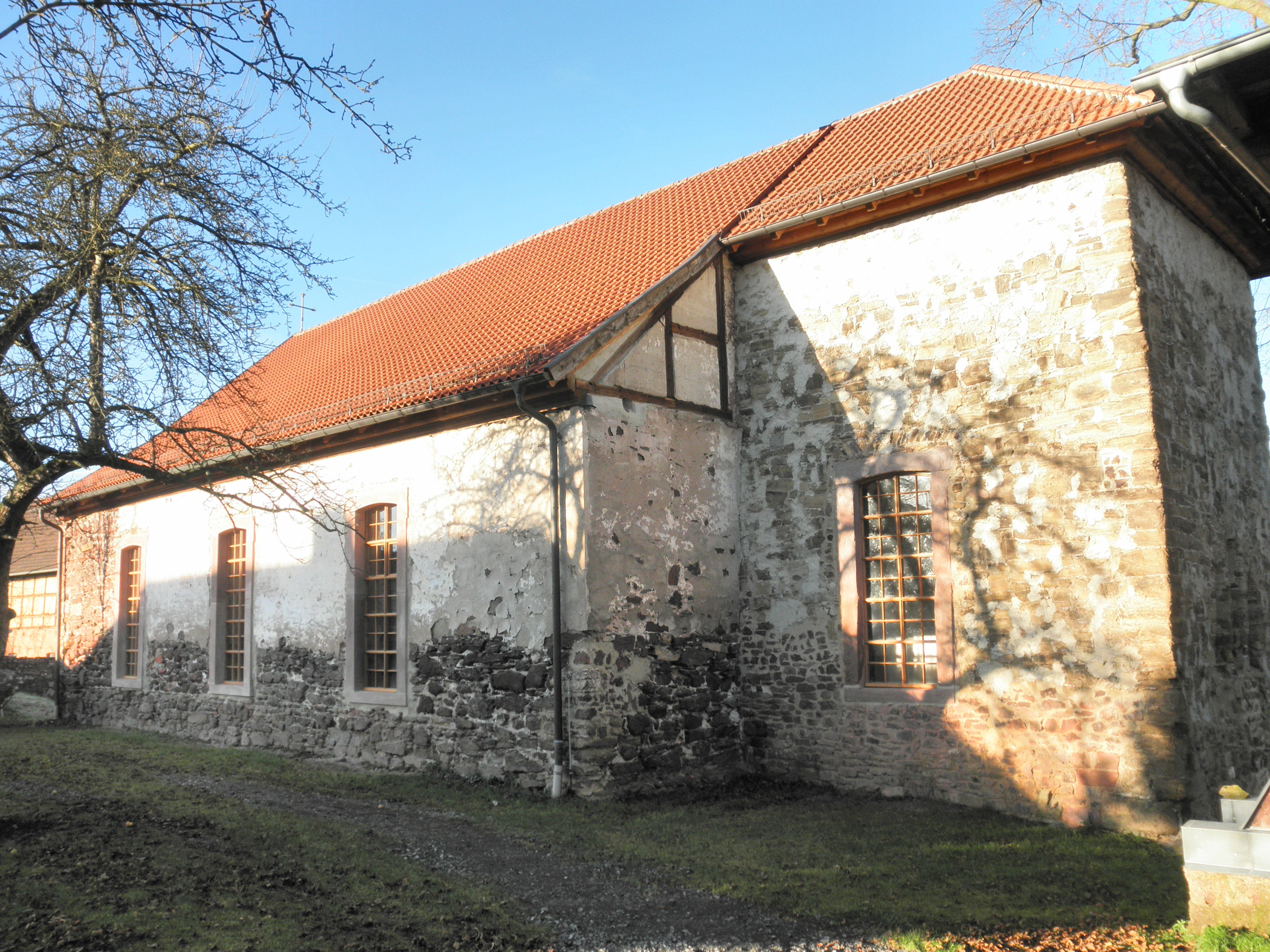
Kirche St. Mauritius in Herrmannsacker (2013)

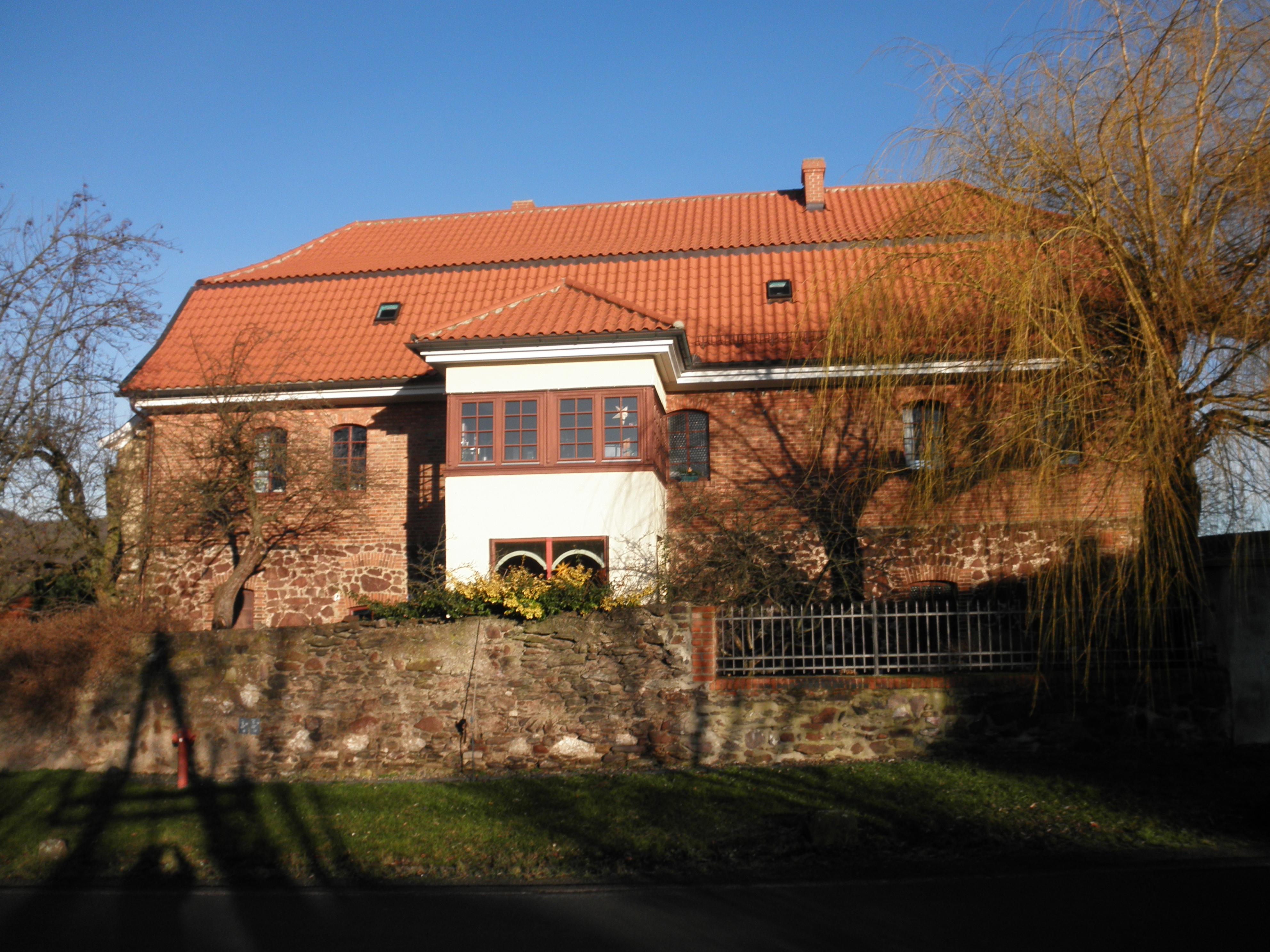
Früheres Gutshaus in Herrmannsacker (2013)

- In Verbindung mit der Ruine Ebersburg und den „All-Zu-Nah“-Burgruinen sowie der denkmalgeschützten Neustädter Talsperre ist Herrmannsacker ein Gebiet für Wanderer, Freizeit und Tourismus.
- Die Dorfkirche St. Mauritius von 1672 war nach ihrer Schließung 1972 und teilweisem Einsturz von Gewölbe und Chordach marode. Nach Gründung eines Kirchbauvereins 1999 und mit Unterstützung der Deutschen Stiftung Denkmalschutz wird die Kirche langsam wiederaufgebaut und saniert. Ende 2001 fand nach über dreißigjährigem Leerstand wieder ein Gottesdienst in der Kirche statt.
- Die Gemeinde Herrmannsacker erhielt vom Minister für Landwirtschaft, Naturschutz und Umwelt die Urkunde zur Anerkennung als Förderschwerpunkt zur Dorferneuerung für die Jahre 2005 bis 2009.
- Burg Schadewald
- Burg Friedenland
- Burg Lehnberg
- Niedere Allzunah
- Westliche Allzunah

### Sport
- Wintersport: ca. 10 km gespurte Loipen, 30 km Ski-Wanderwege, Skihang und Skilift

### Regelmäßige Veranstaltungen
Jedes Jahr wird das Schützenfest auf dem Schützenplatz über 3 Tage hinweg gefeiert.
Alle 2 Jahre findet ein Schlepperfest mit vielen Attraktionen statt.

## Persönlichkeiten
- Max Dieckmann (1882–1960), Hochfrequenztechniker